# ازكان (أهل سيدي لحسن)
ازكان هي إحدى مشيخات المملكة المغربية، تتبع جغرافيا لإقليم صفرو وإداريًا لأهل سيدي لحسن. يقدر عدد سكانها بـ 1235 نسمة حسب الإحصاء الرسمي للسكان والسكنى لسنة 2004.